# فرای‌لاسینگ
شهر فرای‌لاسینگ در ایالت بایرن در کشور آلمان واقع شده‌است.